# Darren Sutherland
Darren John Sutherland (* 18. April 1982 in Dublin; † 14. September 2009 in London) war ein irischer Boxer. Er gewann bei den Olympischen Spielen 2008 in Peking eine Bronzemedaille im Mittelgewicht.

## Boxkarriere
Darren Sutherland begann als Jugendlicher in Dublin mit dem Boxen. Er war Mitglied des St.Saviou’s ABC Dublin (ABC = Amateur Boxing Club). Bei nationalen Meisterschaften schaffte er es 2002 erstmals auf das Podest, als er eine Bronzemedaille im Halbmittelgewicht erkämpfte. 2006, 2007 und 2008 gewann er jeweils die Goldmedaille bei den irischen Meisterschaften im Mittelgewicht, wobei er in den Finalkämpfen Edward Healy, Eamon O’Kane und Darren O’Neill besiegen konnte.
2007 und 2008 gewann er jeweils die EU-Meisterschaften im Mittelgewicht. Er schlug dabei unter anderem den Deutschen Stefan Härtel und gewann in den Finalkämpfen beide Male gegen den späteren Olympiasieger James DeGale aus England.
Im April 2008 gewann er das europäische Olympiaqualifikationsturnier in Athen durch Siege gegen Niko Jokinen, Glodi Eneste, Zoran Mitrović, Victor Cotiujanschi und Jean-Mickaël Raymond. Er war damit für die Olympischen Spiele 2008 in Peking qualifiziert. Dort besiegte er in der Vorrunde Nabil Kassel aus Algerien und im Viertelfinale Alfonso Blanco aus Venezuela, ehe er im Halbfinale gegen James DeGale mit einer Bronzemedaille im Mittelgewicht ausschied.
Zudem war Sutherland Teilnehmer der Weltmeisterschaften 2005 (Siege gegen Badrakh Ganbold und Edwin Rodriguez, Niederlage im Viertelfinale gegen Matwei Korobow) und 2007 (Siege gegen Roy Cooke und Andranik Hakobjan, Niederlage im Achtelfinale gegen Alfonso Blanco).
Von Dezember 2008 bis Juni 2009 bestritt er vier Profikämpfe in Irland und Großbritannien, welche er alle vorzeitig gewann.

## Tod
Am 14. September 2009 wurde Darren Sutherland erhängt in seiner Wohnung aufgefunden. Die Polizei geht nicht von einem Fremdverschulden aus.
Auf Bitte seiner Familie erfolgte am 1. September 2010 eine Exhumierung und es wurde von einem unabhängigen Pathologen eine zweite Obduktion vorgenommen. Diese kam jedoch zum selben Ergebnis wie die erste Obduktion. Im Vorfeld des Todes Darren Sutherlands gab es Hinweise auf eine Depression.